# Trichromes
Trichromes (offizielle Schreibweise The TriChromes) war eine kurzlebige Rockband aus der Grateful-Dead-Familie.

## Geschichte
Die Hauptgründung der Band ergab sich aus der Zusammenarbeit zwischen dem Dead-Drummer Bill Kreutzmann und dem Journey-Gitarristen Neal Schon. Als Sänger entschied man sich für den Rockmanager Walter Herbert (Walter James „Herbie“ Herbert II), der eigentlich die Bands „Journey“ und „The Storm“ managte, jedoch unter dem Künstlernamen Sy Klopps auch Sänger der Band „The Sy Klopps Band“ gewesen war. Als zweiten Gitarristen engagierte man den eher unbekannten Ralph Woodson, der schon früher für Sy Klopps spielte. Abgerundet wurde die Zusammenstellung durch den Bassisten Ira Walker, der u. a. für die Band „Billy Satellite“ und für den Sänger Eddie Money arbeitete.
In der ersten Zeit ihres Bestehens spielte „Trichromes“ vor allem Coversongs, später arbeitete die Band mit Robert Hunter zusammen, um eigene Songs zu schreiben. Hieraus ergab sich 2002 zuerst eine EP („Dice with the Universe“) und später ein Album („TriChromes“), die beide vom Label 33rd Street Records veröffentlicht wurden, bei dem auch schon u. a. Peter Frampton und Eagles unter Vertrag standen.

## Stil
Die Band selber beschrieb ihre Musik als „Adult Bluesrock“, wobei Bluesrock, Classic Rock und Popmusik miteinander kombiniert wurden. Bei Liveauftritten wurde zu Fusion gejamt.

## Diskografie
- Dice with the Universe EP (April 2002, 33rd Street Records)
- TriChromes (September 2002, TriChromes)